# Журавель Андрій Андрійович
Журавель Андрій Андрійович (1892, Софіївка, Амурський край, Росія — 20 жовтня 1938, тюрма НКВД СССР Харків) — лікар-фтизіатр, член Української Центральної Ради. Уродженець Зеленого Клину. Полковий лікар Першого українського козацького полку імені гетьмана Богдана Хмельницького. 
Швагро українського хіміка, учасника процесу СВУ Костя Туркала.  
Жертва сталінського терору. 

## Життєпис
Народився в родині українського колоніста Зеленого Клину Андрія Журавля, який займався підприємництвом. 
1905 р. закінчив школу в Нікольську-Уссурійському, 1909 — владивостоцьку гімназію. Зарахований до Санкт-Петербурзької військово-медичної академії. Невдовзі був змушений перевестися на медичний факультет Томського університету.
У березні 1917 року бере участь у Всеукраїнському студентському з'їзді та стає членом Української Центральної Ради. Згодом — полковий лікар Першого українського козацького полку імені гетьмана Богдана Хмельницького. У 1918 році їде до Німеччини у складі військово-санітарної місії, де відвідує лекції на медичному факультеті Берлінського університету та знайомиться з роботою Інституту Роберта Коха.
В радянський час працює вчителем природознавства у с. Ружична (тепер входить до складу м. Хмельницький), завідувачем поліклініки у селі Купин (нині Городоцький район, Хмельницька область).
1925 року А. А. Журавель з дружиною та донькою переїжджає до Харкова. Тут працює в протитуберкульозному диспансері, асистентом Всеукраїнського інституту туберкульозу, міським інспектором із туберкульозу, лікарем в'язниці на Холодній горі.
Невдовзі його обирають доцентом Інституту удосконалення лікарів у Харкові і запрошують на провідну роботу за фахом до складу Наркомату охорони здоров'я УРСР.
Упродовж 1927–1936 рр. лікар А. Журавель опублікував близько 30 наукових і 20 науково-популярних робіт. Під час Голодомору 1932–1933 років на засіданні у Наркоматі охорони здоров'я заявив, що потрібно вжити невідкладних заходів для порятунку мільйонів людей, які гинуть з голоду.
Заарештований органами НКВД СССР 14 лютого 1938. Притягнений до кримінальної відповідальності за «політичними» статтями 52-3, 54-8 і 54-11 Кримінального кодексу УРСР. За вироком виїзної сесії Військової колегії Верховного суду СРСР від 20 жовтня 1938 року Журавель А. А. того ж дня був розстріляний у м. Харкові. Його кримінальна справа не переглядалася, він не реабілітований. Того ж року групою НКВД убитий батько Андрія Журавля та три його рідні брати. 

## Сім'я
Дружина — Віра Тимофіївна Туркало (у шлюбі Журавель). Померла 12 грудня 1975 року в Міннеаполісі на 80-му році життя. Донька — Леся Журавель.